# Kataklazyt

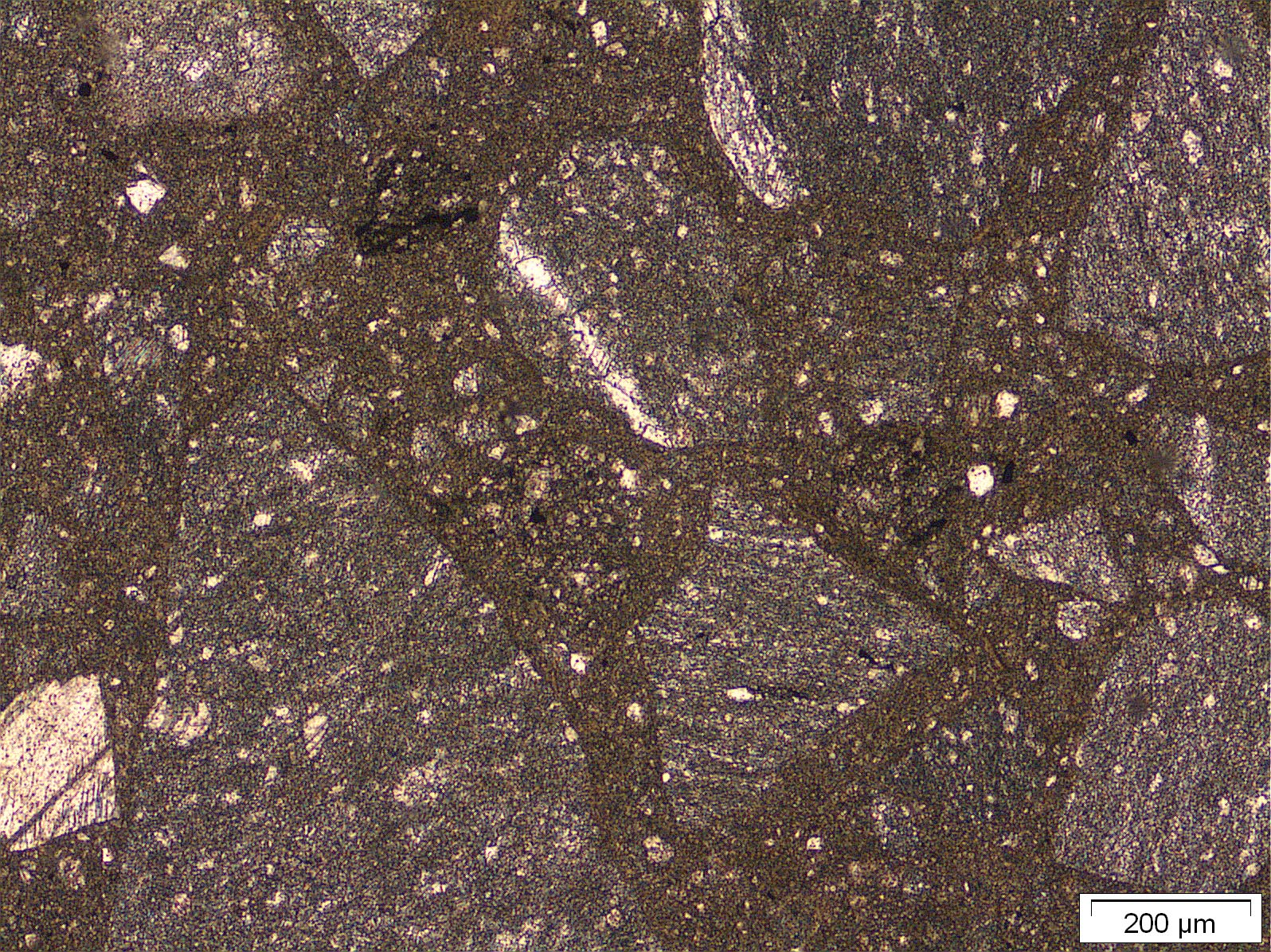
Kataklazyt z osuwiska w Engelberg widziany pod mikroskopem

Kataklazyt – skała metamorficzna, kataklastyczna. Jest to silnie przeobrażona skała stanowiąca, produkt metamorfizmu dyslokacyjnego, zmielona tektonicznie skała pierwotna. Powstaje w obrębie stref tektonicznych (uskoków) na drodze czysto mechanicznej, w wyniku procesu zwanego kataklazą. Kataklazyty charakteryzują się słabą odpornością na wietrzenie, większym rozdrobnieniem skały. Odłamki skalne są ostrokrawędziste i silnie spękane mogą być nieznacznie przemieszczone względem siebie, a pomiędzy nimi może lokalnie występować miazga mylonityczna. Kataklazyty objęte są w niewielkim stopniu rekrystalizacją metamorficzną. Zbudowane są z drobnych pokruszonych i roztartych ziaren skał, ich skład mineralny jest podobny do składu pierwotnej skały sprzed kataklazy. Tekstura kataklazowa, bezkierunkowa. Struktura zwykle nierównoziarnista, heteroblastyczna lub średnioblastyczna.
Kataklazyty występują najczęściej w strefie uskoków lub nasunięć tektonicznych spotykane są również na większych obszarach zbudowanych ze skał krystalicznych, które uległy kataklazie podczas regionalnych przeobrażeń całych kompleksów skalnych w Polsce występują w podłożu Wyżyny Śląsko-Krakowskiej oraz na Lirniku w Górach Sowich.